# Gavriil Tikhov
Gavriil Adrianovitch Tikhov (en russe : Гавриил Адрианович Тихов) est un astronome biélorusse né en 1875 et décédé en 1960. Il est considéré comme le pionnier de l'exobiologie.
Du fait qu'il publiait en russe dans un pays situé derrière le rideau de fer, les écrits de Tikhov ne sont pas passés à la postérité.
Il devient correspondant de l'académie des sciences d'URSS en 1927 et se déplace en 1941 au Kazakhstan pour y suivre une éclipse de soleil. En 1947, il fonde le département d'astrobotanique de l'académie des sciences du Kazakhstan. Il étudie alors les plantes survivant dans des milieux extrêmes, tels la toundra ou dans les hautes montagnes du Pamir.
Il s'intéressa tout particulièrement à la végétation extraterrestre ; il croyait d'ailleurs en la présence de végétation sur Mars.
Le cratère Tikhov sur la Lune, Mars et l'astéroïde (2251) Tikhov ont été nommés ainsi en son honneur.

## Sources
- Notices d'autorité :   - VIAF
  - ISNI
  - IdRef
  - LCCN
  - GND
  - Japon
  - CiNii
  - Pologne
  - NUKAT
  - Tchéquie
  - Lettonie
  - WorldCat
- L'homme qui a peint la Terre en bleu, dans Ciel et Espace  (ISSN 0373-9139), juin 2006, p. 48
- L'Énigme des planètes. Traduit du russe par Alexandre Karvovski. Éditions du Progrès. 1947, 1966